# Stimmkreis Marktoberdorf
Der Stimmkreis Marktoberdorf ist einer von rund 90 Stimmkreisen bei Wahlen zum Bayerischen Landtag und zu den Bezirkstagen sowie bei Volksentscheiden. Er gehört zum Wahlkreis Schwaben. Zur Landtagswahl 2018 umfasst er seit 2008 die Städte Buchloe, Füssen und Marktoberdorf sowie die Gemeinden Aitrang, Baisweil, Bidingen, Biessenhofen, Eggenthal, Eisenberg, Friesenried, Görisried, Günzach, Halblech, Jengen, Kaltental, Kraftisried, Lamerdingen, Lechbruck a.See, Lengenwang, Nesselwang, Obergünzburg, Oberostendorf, Osterzell, Pfronten, Rettenbach a.Auerberg, Rieden am Forggensee, Ronsberg, Roßhaupten, Rückholz, Ruderatshofen, Schwangau, Seeg, Stötten a.Auerberg, Stöttwang, Unterthingau, Untrasried, Waal, Wald und Westendorf des Landkreises Ostallgäu. Die übrigen Gemeinden dieses Landkreises liegen im Stimmkreis 708.

## Landtagswahl 2023
Zur Landtagswahl 2023 traten folgende Parteien und Direktkandidaten im Stimmkreis Marktoberdorf an und erzielten folgende Ergebnisse:
| Nr. | Direktkandidat              | Partei           | Erststimmen in % | Gesamtstimmen in % |
| --- | --------------------------- | ---------------- | ---------------- | ------------------ |
| 1   | Andreas Kaufmann            | CSU              | 39,9             | 37,7               |
| 2   | Günter Räder                | GRÜNE            | 12,3             | 11,9               |
| 3   | Susen Knabner               | Freie Wähler     | 17,8             | 20,9               |
| 4   | Wolfgang Dröse              | AfD              | 14,2             | 13,9               |
| 5   | Hannah Fischer              | SPD              | 5,8              | 5,5                |
| 6   | Alexander Zellner           | FDP              | 2,1              | 2,3                |
| 7   | Christoph Gänsheimer        | LINKE            | 1,1              | 1,0                |
| 8   | Peter Fendt                 | BP               | 2,2              | 1,8                |
| 9   | Helmut Scheel               | ÖDP              | 1,6              | 1,6                |
| 10  | Christian Friedrich Armster | Die PARTEI       | 1,3              | 1,2                |
| 11  | -                           | Tierschutzpartei | -                | 0,5                |
| 12  | Adriano Holatz              | V-Partei³        | 0,3              | 0,3                |
| 13  | Isabel Christlmeier         | dieBasis         | 1,4              | 1,5                |

## Landtagswahl 2018
Im Stimmkreis waren insgesamt 96.031 Einwohner wahlberechtigt. Die Landtagswahl am 14. Oktober 2018 hatte folgendes Ergebnis:
| Direktkandidat       | Partei       | Erststimmen in % | Gesamtstimmen in % | +/- gegenüber 2013 in %-P. |
| -------------------- | ------------ | ---------------- | ------------------ | -------------------------- |
| Angelika Schorer     | CSU          | 43,0             | 41,2               | − 10,4                     |
| Paul Wengert         | SPD          | 8,1              | 7,1                | − 6,3                      |
| Susen Knabner        | Freie Wähler | 12,8             | 15,1               | + 4,2                      |
| Christian Vávra      | GRÜNE        | 15,1             | 15,6               | + 7,7                      |
| Marcus Prost         | FDP          | 3,7              | 3,7                | + 1,3                      |
| Christoph Gänsheimer | LINKE        | 2,4              | 2,3                | + 0,9                      |
| Jürgen Eißner        | BP           | 3,2              | 3,2                | − 3,8                      |
| Roland Wagner        | ÖDP          | 1,7              | 1,5                | − 0,5                      |
| -                    | PIRATEN      | -                | 0,2                | − 1,6                      |
| Wolfgang Rotter      | AfD          | 9,3              | 9,1                | + 9,1                      |
| –                    | LKR          | –                | 0,0                | + 0,0                      |
| -                    | mut          | -                | 0,1                | + 0,1                      |
| -                    | Die Partei   | -                | 0,3                | + 0,3                      |
| Leonie Wohlfahrt     | V-Partei³    | 0,7              | 0,6                | + 0,6                      |

## Landtagswahl 2013
Die Wahlbeteiligung der 94.075 Wahlberechtigten im Stimmkreis betrug 64,7 Prozent, bei einem Landesdurchschnitt von 63,9 Prozent war dies Rang 35 unter den 90 Stimmkreisen. Das Direktmandat ging an Angelika Schorer (CSU).
| Direktkandidat             | Partei       | Erststimmen | Gesamtstimmen | Gesamtstimmen ggü. Bayern (%p) | Gesamtstimmen ggü. 2008 (%p) |
| -------------------------- | ------------ | ----------- | ------------- | ------------------------------ | ---------------------------- |
| Angelika Schorer           | CSU          | 52,3 %      | 51,6 %        | +3,9 %                         | +3,9 %                       |
| Paul Wengert               | SPD          | 14,4 %      | 13,4 %        | −7,2 %                         | +0,7 %                       |
| Markus Trinkwalder         | FREIE WÄHLER | 10,1 %      | 11,0 %        | +2,0 %                         | −4,8 %                       |
| Theresa Schopper           | GRÜNE        | 7,6 %       | 7,9 %         | −0,7 %                         | +0,7 %                       |
| Toni Resch                 | FDP          | 2,0 %       | 2,3 %         | −1,0 %                         | −3,9 %                       |
| Paul Meichelböck           | DIE LINKE    | 1,5 %       | 1,4 %         | −0,7 %                         | −1,5 %                       |
| Roland Wagner              | ÖDP          | 2,0 %       | 2,0 %         | +0,0 %                         | +0,2 %                       |
| Helmut Klaus               | REP          | 0,8 %       | 0,7 %         | −0,3 %                         | +0,0 %                       |
| Christian Andreas Aumiller | NPD          | 0,6 %       | 0,6 %         | X                              | −0,2 %                       |
| Peter Fendt                | BP           | 6,9 %       | 7,0 %         | +4,9 %                         | +3,0 %                       |
| Kein Direktkandidat        | FRAUENLISTE  | X           | 0,3 %         | X                              | X                            |
| Oliver Staude              | PIRATEN      | 1,8 %       | 1,8 %         | −0,2 %                         | X                            |

## Landtagswahl 2008
Erstmals gehörten bei dieser Wahl die Gemeinden Altenstadt, Kellmünz an der Iller, Osterberg, Buch, Oberroth und Unterroth aus dem Landkreis Neu-Ulm diesem Stimmkreis nicht mehr an, sondern dem Stimmkreis 712.
Bei der Landtagswahl 2008 waren im Stimmkreis 92.744 Einwohner wahlberechtigt. Die Wahlbeteiligung betrug 58,9 %. Die Wahl hatte folgendes Ergebnis:
| Direktkandidat         | Partei                | Erststimmen in % | Gesamtstimmen in % | +/- gegenüber 2003 in %-P. |
| ---------------------- | --------------------- | ---------------- | ------------------ | -------------------------- |
| Angelika Schorer       | CSU                   | 48,2             | 47,7               | - 15,7                     |
| Paul Wengert           | SPD                   | 14,0             | 12,7               | + 2,7                      |
| Ludwig Reiners         | Bündnis 90/Die Grünen | 5,8              | 7,2                | + 0,1                      |
| Herbert Heisler        | Freie Wähler          | 15,6             | 15,8               | + 4,7                      |
| Andreas Rösel          | FDP                   | 6,5              | 6,2                | + 4,3                      |
| Dietmar Schindele      | REP                   | 0,7              | 0,7                | - 0,7                      |
| Tom Nieberle           | ödp                   | 1,9              | 1,8                | + 0,6                      |
| Hermann Seiderer       | BP                    | 3,4              | 4,0                | + 0,8                      |
| Jutta Busecke-Hannover | Die Linke             | 3,0              | 2,9                | + 2,9                      |
| Robert Erlebach        | NPD                   | 0,8              | 0,8                | + 0,8                      |
| -                      | RRP                   | -                | 0,2                | + 0,2                      |